# 1902 Shaposhnikov
1902 Shaposhnikov este un asteroid din centura principală, descoperit pe 18 aprilie 1972 de Tamara Smirnova.